# Chrysorabdia wilemani
Chrysorabdia wilemani är en fjärilsart som beskrevs av Embrik Strand 1922. Chrysorabdia wilemani ingår i släktet Chrysorabdia och familjen björnspinnare. Inga underarter finns listade i Catalogue of Life.